# Amazone de Saint-Vincent
Amazona guildingii
Espèce
Statut de conservation UICN

 VU D1+2 : Vulnérable
Statut CITES
L'Amazone de Saint-Vincent (Amazona guilingii) est une espèce d'oiseaux néotropicaux de la famille des Psittacidae (la famille des perroquets).
Il se nourrit de fruits et d’insectes.

## Répartition
Cette espèce vit sur l'île de Saint-Vincent, d'où son nom spécifique français.

## Habitat
Elle peuple les forêts humides des versants orientaux et occidentaux de cette île entre 125 et 1 000 m d'altitude.

## Nidification
La femelle pond deux œufs. L'incubation dure 28 jours.

## Emblème
L'Amazone de Saint-Vincent est l'oiseau national de Saint-Vincent-et-les-Grenadines.